# Thierry Godard
Thierry Godard (Issy-les-Moulineaux, 8 febbraio 1967) è un attore francese.

## Biografia
Nato l'8 febbraio 1967 nella periferia di Parigi, Thierry Godard si è fatto conoscere al grande pubblico con la sua interpretazione di Gilou nella serie Engrenages e di Raymond Schwartz nella serie Un village français.

## Filmografia

### Cinema
- Le vélo de Ghislain Lambert, regia di Philippe Harel (2001)
- A+ Pollux, regia di Luc Pagès (2002)
- La vie de Michel Muller est plus belle que la vôtre, regia di Michel Muller (2005)
- Je préfère qu'on reste amis..., regia di Olivier Nakache e Éric Toledano (2005)
- Gloria Mundi, regia di Nikos Papatakis (2005)
- L'École pour tous, regia di Éric Rochant (2006)
- Anything for Her (Pour elle), regia di Fred Cavayé (2008)
- Welcome, regia di Philippe Lioret (2009)
- Orpailleur, regia di Marc Barrat (2009)
- À l'origine, regia di Xavier Giannoli (2009)
- Dernier étage, gauche, gauche, regia di Angelo Cianci (2010)
- Propriété interdite, regia di Hélène Angel (2011)
- La Ligne droite, regia di Régis Wargnier (2011)
- Bastille Day - Il colpo del secolo (Bastille Day), regia di James Watkins (2016)
- Juillet Août, regia di Diastème (2016)
- Il meglio deve ancora venire (Le meilleur reste à venir), regia di Matthieu Delaporte e Alexandre de La Patellière (2019)
- La Sainte Famille, regia di Louis-Do de Lencquesaing (2019)
- Sans toi, regia di Sophie Guillemin (2022)
- Le Monde d'hier, regia di Diastème (2022)
- La Gravité, regia di Cédric Ido (2022)

### Televisione
- Spiral (Engrenages) – serie TV, 85 episodi (2005-2020)
- Un village français – serie TV, 64 episodi (2009-2017)
- Les Dames – serie TV, 9 episodi (2010-2015)
- L'ora della verità (Le temps est assassin), regia di Claude-Michel Rome – miniserie TV (2019)
- Germinal, regia di David Hourrègue – miniserie TV (2021)
- La foresta degli scomparsi (Les Disparus de la Forêt-Noire), regia di Ivan Fegyveres – miniserie TV (2022)
- Oussekine, regia di Antoine Chevrollier – miniserie TV (2022)
- Cœurs noirs – serie TV, 6 episodi (2023)
- Rivages – serie TV, 6 episodi (2025)
- Andor – serie TV (2025)